# Novecento

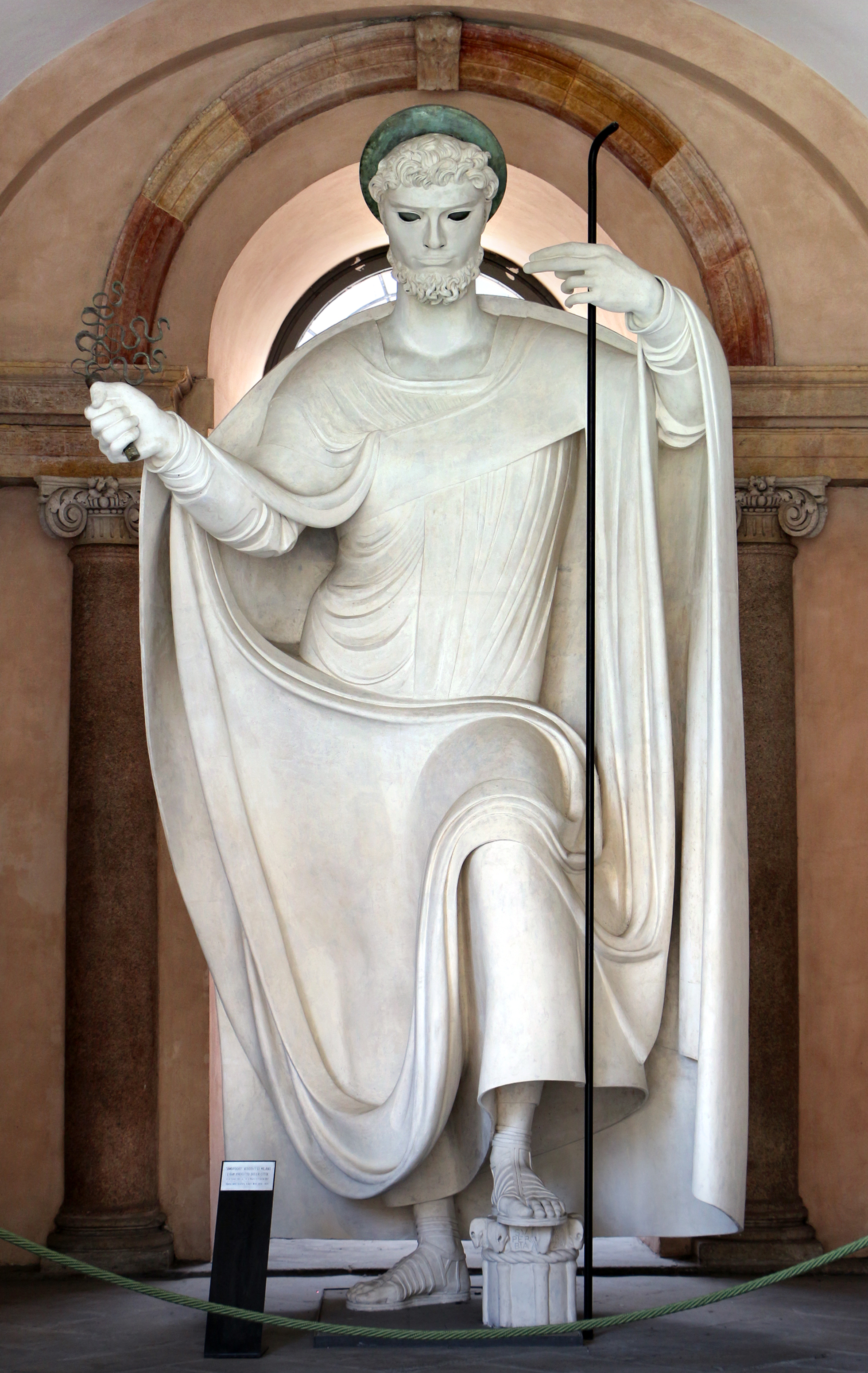
Adolfo Wildt: Szent Ambrus (Milánó)

A Novecento italiano egy olasz művészeti mozgalom volt, amelyet 1922-ben Milánóban alapítottak, hogy Mussolini fasizmusának retorikáján alapuló művészetet hozzanak létre.
Neoklasszicista irányzat volt a két világháború közt a modern stílus irányzatokkal szemben.

## Leírása
1922-ben alakult képzőművészeti egyesület Milánóban, mely az avantgárd stílus irányokkal szemben a neoklasszicista stílus megvalósítását tűzte ki célul. Az egyesülés tagjai számos egyházi jellegű művet készítettek, s a két világháború közti Olaszország hivatalos művészei voltak. Itália képzőművészei a 20. században is minden más országnál jobban kötődtek a hagyományos értékekhez és a múlt klasszikus eszményképeihez, s szinte igyekeztek maguk alá temetni a fiatal művészek újító törekvéseit, ugyanakkor az antik kultúra tanulmányozása és tisztelete mellett önmagukat sem tudták kivonni koruk posztimpresszionista,  expresszionista, futurista és a többi irányzatok hatása alól. A Novecento művészei Magyarországon a római iskola tagjainak alkotóira voltak hatással.

## A Novecento művészei
- Giacomo Balla

- Anselmo Bucci
- Aldo Carpi
- Carlo Carrà
- Felice Casorati
- Giorgio de Chirico
- Raffaele De Grada
- Fortunato Depero
- Antonio Donghi
- Ercole Drei
- Leonardo Dudreville
- Achille Funi
- Virgilio Guidi
- Gian Emilio Malerba
- Arturo Martini
- Pietro Marussig
- Francesco Messina
- Giorgio Morandi
- Ubaldo Oppi
- Renato Paresce
- Siro Penagini
- Gino Severini
- Mario Sironi
- Mario Tozzi
- Francesco Trombadori
- Adolfo Wildt

## Külső hivatkozások
- Novecento